# Bernis
Bernis este o comună în departamentul Gard din sudul Franței. În 2009 avea o populație de 3.128 de locuitori.

## Evoluția populației
| An        | 1975  | 1982  | 1990  | 1999  | 2006  | 2009  |
| --------- | ----- | ----- | ----- | ----- | ----- | ----- |
| Populație | 1.480 | 2.220 | 2.502 | 2.657 | 2.975 | 3.128 |